# Bombus pascuorum
Пољски бумбар (лат. Bombus pascuorum) је инсект који припада реду опнокрилаца (лат. Hymenoptera) и породици пчела (лат. Apidae). То је западнопалеарктичка врста, веома честа и политипска, присутна у многим типовима станишта, чак и у антропогено модификованим пејзажима.

## Опис врсте
Торакс пољског бумбара је жућкасте или црвенкасто-браон боје. Длака прва четири трбушна сегмента је сиве боје, док је длака петог и шестог жућкасте или црвенкасто-браон боје. Дужина тела матица креће се од 15 до 18 mm, а дужина тела радилица креће се од 9 до 15 mm, док су мужјаци дугачки између 12 до 14 mm. Матице мере 28 до 32 mm од крила до крила, радилице мере 24 до 27 mm од крила до крила док трутови мере 24 до 27 mm.
Глава пољског бумбара је средње дужине, а усни апарат је дужи у поређењу са другим врстама бумбара. Усни апарат матице се креће између 13 и 15 mm у дужини, радилица креће се од 12 до 13 mm и трутова од 10 до 11 mm.

## Екологија
Ова врста обично ствара своје гнездо изнад земље, често у травнатим грмовима, разбијену траву, у сплету вегетације или непосредно испод површине земље. Колоније се разликују по величини и могу садржати до 200 радника. Само младе матице преживљавају зиму; у пролеће оснивају нова гнезда.

### Циклус колоније
Матице се појављују између почетка априла и средине маја, а радилице се појављују од краја априла/почетком маја до средине октобра. Младе матице и трутови могу се наћи од средине августа до краја октобра. Када матице траже погодна места за гнежђење, лете тик изнад вегетације, на пример на ивицама шума, истражујући шупљине као што су рупе у земљи или нише у мртвом дрвету и трави. Гнезда се могу изградити изнад или испод земље, и у гнездима птица, шталама и шупама.
Изградња гнезда се одвија на следећи начин. Краљица сакупља маховину и траву да би формирала малу, шупљу сферу чији су зидови делимично повезани воском и запечаћени. Унутар тога се формира слој смеђег воска пречника око 5 mm, који је испуњен поленом. Након тога се одлажу 5 до 15 јаја, а сфера се затвара. Још једна такорећи шоља висока 20 mm се затим пуни нектаром и тако служи као сопствена резерва хране за лоше временске услове. После три до пет дана, ларве се излежу да би се храниле поленом. После отприлике недељу дана, ларве сазревају.
Одрасле радилице су, због првобитно лошег снабдевања, релативно мале, достижу само око половине дужине тела матице и немају функционалне јајнике. Оне које се касније излегу су много веће. Додатна брига о гнежђењу и леглу посвећена је искључиво матици која више не напушта гнездо. Од августа, ретко раније, спремне су прве потпуно развијене женке, заједно са трутовима. Из неоплођених јаја излежу се трутови.
У августу гнездо B. pascuorum, пречника до 15–20 cm, достиже максималну величину популације од 60 до 150 јединки. Убрзо након овог врхунца, популација се брзо смањује. Са матицом умире цело гнездо, обично у септембру. Повремено, појединци преживе до октобра/новембра. Преживе само последње излежене женке да се паре са мужјацима. Затим лете у потрази за сигурним местом за хибернацију.

## Станиште
У медитеранском региону, ограничен је на шуме, наводњавана поља и неке урбане средине. На другим местима, он је свеприсутан и налази се у многим стаништима, укључујући баште и паркове у градовима и градовима. Полилектичан је и познато је да користи широк спектар цветних ресурса и за нектар и за полен.

## Распрострањеност
B. pascuorum је далеко најраспрострањенија врста бумбара на западном Палеарктику. Његова дистрибуција је веома широка. На северу избегава праву тундру и нема га на арктичким острвима, као и на Шетландским, Хебридским и Фарским острвима. На југу, избегава степско и топло медитеранско окружење: нема га на југу Пиринејског полуострва, Италије и Балкана. Налази се на Корзици и Сицилији, али не на Сардинији и нема га на другим великим медитеранским острвима. Такође га нема у северној Африци, Сирији, Либану и Израелу. На истоку, избегава степске регионе јужне Украјине, јужне Русије, Анадолије и Ирана, али се протеже у Сибиру до Бајкалског региона и југоисточне Јукатије. Ова врста се јавља на истоку до Кине, а недавно је пронађена и на Исланду и на острву Оркни.

## Синоними[4]
- Apis agrorum Fabricius, 1787
- Apis albicans Müller, 1776
- Apis beckwithella Kirby, 1802
- Apis collina Gmelin, 1790
- Apis collium Scopoli, 1763
- Apis curtisella Kirby, 1802
- Apis fasciata Scopoli, 1770
- Apis floralis Gmelin, 1790
- Apis forsterella Kirby, 1802
- Apis francillonella Kirby, 1802
- Apis italica Fabricius, 1793
- Apis mniorum Fabricius, 1776
- Apis pascuorum Scopoli, 1763
- Apis pygmaea Fabricius, 1793
- Apis rufa Scopoli, 1763
- Apis senilis Fabricius, 1775
- Apis sowerbiana Kirby, 1802
- Apis vulgo Harris, 1776
- Bombus agrorum (Fabricius, 1787)
- Bombus agrorum subsp. barcai Vogt, 1909
- Bombus agrorum subsp. bicolor Sparr-Schneider, 1909
- Bombus agrorum subsp. bofilli Vogt, 1909
- Bombus agrorum subsp. dusmeti Vogt, 1909
- Bombus agrorum subsp. erlandssoni Kruseman, 1950
- Bombus agrorum subsp. freygessneri Vogt, 1909
- Bombus agrorum subsp. gotlandicus Erlandsson, 1953
- Bombus agrorum subsp. intermedius Vogt, 1909
- Bombus agrorum subsp. maculatus Vogt, 1909
- Bombus agrorum subsp. melleofacies Vogt, 1909
- Bombus agrorum subsp. moorselensis Ball, 1914
- Bombus agrorum subsp. olympicus Vogt, 1909
- Bombus agrorum subsp. passidofacies Vogt, 1909
- Bombus agrorum subsp. rehbinderi Vogt, 1909
- Bombus agrorum subsp. romani Vogt, 1909
- Bombus agrorum subsp. romanioides Krüger, 1931
- Bombus agrorum subsp. rufocitrinus Krüger, 1931
- Bombus agrorum subsp. septentrionalis Vogt, 1909
- Bombus agrorum subsp. tricuspis Schmiedeknecth, 1882
- Bombus agrorum subsp. verhoeffi Kruseman, 1950
- Bombus arcticus Dahlbom, 1832
- Bombus beckwithella (Kirby, 1802)
- Bombus cognatus Stephens, 1846
- Bombus curtisellus (Kirby, 1802)
- Bombus fairmairei Friese, 1887
- Bombus flavobarbatus Morawitz, 1883
- Bombus forsterellus (Kirby, 1802)
- Bombus francillonellus (Kirby, 1802)
- Bombus pascuorum subsp. floralis (Gmelin, 1790)
- Bombus pascuorum subsp. sparreanus Loken, 1973
- Bombus pascuorum subsp. vulgo (Harris, 1776)
- Bombus smithianus White, 1851
- Bombus sowerbianus (Kirby, 1802)
- Bombus thoracicus Spinola, 1806
- Megabombus agrorum subsp. siciliensis Tkalcu, 1977
- Megabombus pascuorum (Scopoli, 1763)
- Megabombus pascuorum subsp. kruegerianus Rasmont, 1983
- Megabombus pascuorum subsp. paphlagonicus Reinig, 1983
- Megabombus pascuorum subsp. siciliensis Tkalcu, 1977
- Megabombus pascuorum subsp. taleshensis Rasmont, 1983

## Подврсте
B. pascuorum обухвата чак 23 подврсте: pascuorum; melleofacies; intermedius; dusmeti; bofilli; maculatus; freygessneri; rufocitrinus; rufostriatus; septentrionalis; siciliensis; vulgo; floralis; gotlandicus; pallidofacies; paphlagonicus; rehbinderi; mniorum; smithianus; moorselensis; olympicus; sparreanus; taleshensis. Често су јарких боја и упадљиво различите.

## Процена угрожености
Наведен као најмања забринутост с обзиром на широку распрострањеност, претпостављена велика и растућа популација и без већих претњи. (енг. Least concern).